# Lee Mi-hyang
Lee Mi-hyang of Mi Hyang Lee (Zuid-Korea, 30 maart 1993) is een Zuid-Koreaanse golfprofessional. Ze debuteerde in 2013 op de LPGA Tour.

## Loopbaan
In oktober 2011 werd Lee een golfprofessional. In eind 2011 kwalificeerde ze via de LPGA Final Qualifying Tournament voor de LPGA Tour in 2012. In 2012 debuteerde ze eerst op de LPGA Tour en later op de Symetra Tour. Op de Symetra Tour behaalde ze haar eerste profzege door de Symetra Classic te winnen. Op het einde van het seizoen eindigde ze op de zesde plaats van de "Order of Merit" en kreeg een speelkaart voor de LPGA Tour in 2013.
In 2013 boekte Lee geen successen op de LPGA Tour, maar behield wel haar speelkaart voor 2014. In januari 2014 won ze het New Zealand Women's Open, een golftoernooi van de Ladies European Tour. Op 9 november 2014 behaalde ze haar eerste zege op de LPGA Tour door de Mizuno Classic te winnen nadat ze de play-off won van Kotono Kozuma en Ilhee Lee.

## Prestaties
LPGA Tour
| Nr. | Datum           | Toernooi       | Score        | Score | Info                                           |
| --- | --------------- | -------------- | ------------ | ----- | ---------------------------------------------- |
| 1   | 9 november 2014 | Mizuno Classic | 69-67-69=205 | –11   | Won de play-off van Kotono Kozuma en Ilhee Lee |

Ladies European Tour
| Nr. | Datum           | Toernooi                            | Score        | Score | Info  |
| --- | --------------- | ----------------------------------- | ------------ | ----- | ----- |
| 1   | 2 februari 2014 | ISPS Handa New Zealand Women's Open | 72-72-63=207 | –9    | [ 6 ] |

Symetra Tour
| Nr. | Datum             | Toernooi        | Score        | Score | Info            |
| --- | ----------------- | --------------- | ------------ | ----- | --------------- |
| 1   | 16 september 2012 | Symetra Classic | 71-69-68=208 | –8    | Eerste profzege |

## Prijzen
- 2012: Gaelle Truet Symetra Tour Rookie of the Year[8]